# Фредерік Менді (1988)
Фредерік Менді (порт. Frédéric Mendy, нар. 18 вересня 1988, Париж) — футболіст Гвінеї-Бісау, нападник португальської «Віторії» (Сетубал) і національну збірну Гвінеї-Бісау.

## Клубна кар'єра
Народився 18 вересня 1988 року в місті Париж. Вихованець футбольної школи клубу «Резе». У дорослому футболі дебютував 2009 року виступами за команду «Евро» з п'ятого французького дивізіону. 
2010 року був запрошений до команди новоствореного клубу «Етуаль», що складалася з французьких футболістів і була заявлена до сінгапурської С.Ліги, регламент якої допускав участь у змаганні іноземних команд. У першому ж сезоні виступів у Сінгапурі практично невідомий гравець з 21 забитим голом став найкращим бомбардиром турніру, допомігши своїй команді стати його переможцем. Наступного продовжив грати в сінгапурській першості, утім вже за команду «Гоум Юнайтед». 2011 року повторив свій бомбардирський здобуток у 21 забитий гол, а наступного — забив одним голом менше, проте саме цих 20 голів у сезоні 2012 року виявилося достатньо аби удруге стати найкращим бомбардиром сінгапурської першості.
2013 року нападник, який виріс у родині вихідців із Гвінеї-Бісау і володів португальською, повернувся до Європи, уклавши контракт з португальським «Ешторіл Прая». Проявити себе на рівні Прімейри гравцю не вдалося, і він був відданий в оренду спочатку до  «Морейренсе», а згодом до «Уніан Мадейра», в яких досить регулярно грав у португальській Сегунді. Повернувшись з оренд, відіграв у 15 іграх найвищого португальського дивізіону за «Ешторіл Прая».
Протягом 2016—2018 років знову грав в Азії, спочатку за південнокорейські «Ульсан Хьонде» та «Чеджу Юнайтед», а згодом у Таїланді за «Бангкок Глесс».
2018 року повернувся до Португалії, ставши гравцем «Віторії» (Сетубал), одного з аутсадерів Прімейри.

## Виступи за збірну
Походячи з родини віхідців із Гвінеї-Бісау, 2016 року прийняв пропозицію захищати на рівні збірних кольори цієї країни і дебютував в офіційних матчах у складі її національної збірної.
У складі збірної був учасником Кубка африканських націй 2017 року у Габоні та Кубка африканських націй 2019 року в Єгипті. На обох турнірах виходив на поле в усіх матчах групових етапів, які його команді в обох випадках подолати не вдалося.  

## Титули і досягнення
- Чемпіон Сінгапуру (1):

«Етуаль»: 2010
- Найкращий бомбардир чемпіонату Сінгапуру (2):

2010 (21 гол), 2012 (20 голів)